# María del Mar Rodríguez Carnero
María del Mar Rodríguez Carnero, mieux connu sous son nom de scène La Mari, est une chanteuse espagnole née le 18 janvier 1975 à Malaga. Elle est l'un des trois membres originaux du groupe Chambao actif entre 2001 et 2005, bien que La Mari a continué à sortir des albums sous le nom Chambao.

## Biographie
En mars 2005, La Mari reçoit un diagnostic de cancer du sein. Elle co-écrit un livre avec sa sœur, Aurora Rodríguez Carnero, sur ses expériences personnelles face à la maladie.
En 2006, elle chante le titre Tu recuerdo avec Ricky Martin pour son album MTV Unplugged (en) (2006).
En 2017, elle annonce la fin de Chambao et souhaite, dorénavant, se produire sous le nom de La Mari,.
Un dernier concert est organisé et enregistré le 13 janvier 2018 au WiZink Center de Madrid, devant 5000 personnes. Le 22 juin est édité le live de ce concert, De Chambao a La Mari : Último Concierto, un coffret, livre, double CD et DVD.
Le  18 janvier 2020, La Mari sort le single Corazón valiente sur les plate-formes de téléchargement. Ce titre est accompagné d'un clip.

## Discographie

### Avec Chambao
- 2002 : Flamenco chill (Sony Music)
- 2003 : Endorfinas en la mente (Sony Music)
- 2005 : Pokito a poko (Sony Music)
- 2007 : Con otro aire (Sony Music)
- 2009 : En el fin del mundo (Sony Music)
- 2012 : Chambao (Sony Music)
- 2013 : 10 años around the world 2CD (Sony Music)
- 2016 : Nuevo ciclo (Sony Music)
- 2018 : De Chambao a La Mari : Último Concierto DVD + 2CD + Livre (Colores Nuevos Records)
- 2023 : En la Cresta del Ahora CD + Vinyle (Satéllite K./Colores Nuevos Records)

### La Mari (en solo)
- 2020 : Corazón valiente (Colores Nuevos Records)